# Умаханов, Магомед-Салам Ильясович
Магомед-Салам Ильясович Умаханов (6 июня 1918, с. Цудахар, Даргинский округ, Дагестанская область, РСФСР — 1992, Москва, Россия) — советский дагестанский партийный, государственный и общественно-политический деятель.

## Биография
Магомед-Салам Умаханов родился 6 июня 1918 года в селе Цудахар (ныне — Левашинского района Дагестана) в крестьянской семье. Даргинец по национальности. В 1937 году окончил Дагестанский рыбопромышленный техникум, в 1939 вступил в ВКП(б).
С 1937 по октябрь 1938 — заведующий отделом политической учёбы, секретарь Махачкалинского горкома ВЛКСМ, заместитель заведующего отделом руководящих комсомольских органов Дагестанского обкома ВЛКСМ.
С 1938 года в армии. В октябре 1939 года окончил Школу стрелков-бомбардиров (в Западном особом военном округе). Служил в 17-м районе авиационного базирования (город Пинск Брестской области).
Участник Великой Отечественной войны с июня 1941 года. В 1941—1944 — помощник начальника политотдела по комсомолу 17-го района авиационного базирования. Воевал на Западном (июнь — июль 1941), Центральном (июль — август 1941), Брянском (август 1941 — октябрь 1943) и 2-м Прибалтийском (октябрь 1943 — декабрь 1944) фронтах. Участвовал в оборонительных сражениях в Белоруссии, Московской битве, Воронежско-Ворошиловградской, Воронежско-Касторненской, Орловской и Брянской операциях, наступлении войск на витебско-полоцком направлении, в Ленинградско-Новгородской, Старорусско-Новоржевской, Режицко-Двинской и Рижской операциях, блокаде курляндской группировки противника.
С декабря 1944 — заместитель командира батальона по политчасти 713-го стрелкового полка, на завершающем этапе войны — парторг 525-го стрелкового полка. Воевал на 1-м Белорусском фронте. Участвовал в Варшавско-Познанской, Восточно-Померанской и Берлинской операциях.
После войны продолжал службу в армии. В 1948 году в звании майора уволен в запас.
В 1948—49 гг. — заведующий Военным, Административным отделом Дагестанского обкома ВКП(б).
В 1952 году заочно окончил Высшую партийную школу при ЦК ВКП(б).
В августе 1952 года — апреле 1953 года — председатель исполкома Избербашского округа.
В апреле 1953 года — мае 1954 года — Министр лёгкой и пищевой промышленности — промышленности товаров широкого потребления Дагестанской АССР.
В мае 1954 года — декабре 1956 года — первый секретарь Карабудахкентского райкома КПСС (Дагестанская АССР).
В 1956—1967 годах — Председатель Совета Министров Дагестанской АССР.
В 1967—1983 годах — первый секретарь Дагестанского обкома КПСС.
В 1971—1986 годах — член ЦК КПСС.
С 1983 года — персональный пенсионер союзного значения

## Семья
Магомед-Салам Ильясович был женат на своей односельчанке Хамис (1921—2012). Дети:
- сын Ильяс — с 2001 года сенатор от Дагестана, заместитель председателя Совета Федерации,
- дочь Жанна.

## Награды
- 4 ордена Ленина (27.11.1968; 06.06.1971; 07.12.1973; 05.06.1978)[1]
- орден Октябрьской Революции
- орден Красного Знамени (24.05.1945)[3]
- 2 ордена Отечественной войны I степени (29.03.1945; 11.03.1985)[4]
- орден Отечественной войны II степени (19.09.1944)[4]
- орден Дружбы народов
- орден Красной Звезды (28.09.1943)[4]
- медаль «За трудовую доблесть» (25.12.1959)
- медали

## Память
В Махачкале в 2007 году открыт памятник Умаханову.
В 1992 году школе № 8 присвоено имя Магомед-Салама Умаханова. При школе был открыт музей имени Магомед-Салама Умаханова. Семья Умаханова ведёт постоянную поддержку и помощь школе.
В Махачкале в 1992 году Ульяновский переулок был переименован в честь имени Магомед-Салама Умаханова.
8 июня 2018 года в Махачкале в театре им. М. Горького прошло торжественное собрание, посвящённое 100-летию со дня рождения Умаханова.